# Севастопольський театр опери та балету
Севастопольський театр опери та балету, або Севастопольський оперний театр, чи так званий «Севастопольський державний театр опери та балету» — проєктований оперний театр в українському місті Севастополі, який планує спорудити окупаційна російська влада. Театр має бути частиною культурно-освітнього кластера на мисі Кришталевому.

12 червня 2019 року тодішній прем'єр-міністр Росії Д. Медведєв підписав два розпорядження про створення в анексованому Севастополі двох установ культури: «Севастопольського державного театру опери та балету» та «Академії хореографії».
Проєкт театру опери та балету (також — Академії хореографії) винесли на громадське обговорення.
Допомагають будувати оперний театр в окупованому Севастополі австрійські архітектори з архітектурного бюро «Coop Himmelblau»: зокрема, австрійський архітектор Вольф Прікс повідомив про це в інтерв'ю виданню «Süddeutsche Zeitung». Посол України в Австрії Олександр Щерба повідомив, що Україна серйозно вивчає питання введення санкцій проти цієї австрійської компанії.
Севастопольські архітектори розкритикували проєкт оперного театру на мисі Кришталевому, який розробило австрійське архітектурне бюро. Зокрема, в етері телеканалу «НТС Севастополь» голова міської Спілки архітекторів Сергій Комаров назвав цей проєкт «потворним».